# Стара Бєсовка
Стара Бєсовка (рос. Старая Бесовка) — село в Новомаликлинському районі Ульяновської області Російської Федерації.
Населення становить 458 осіб. Входить до складу муніципального утворення Середньосантимирське сільське поселення.

## Історія
Від 2004 року входить до складу муніципального утворення Середньосантимирське сільське поселення.

## Населення
| 2010 |
| ---- |
| 458  |